# Flechtenwanzen

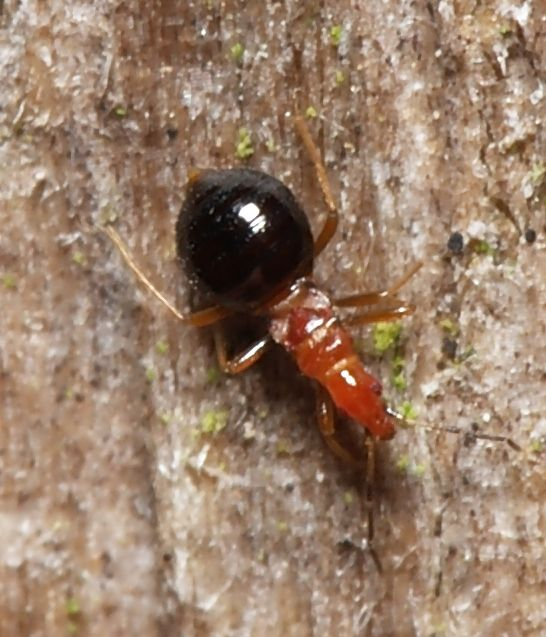
Loricula sp., Weibchen

Die Flechtenwanzen (Microphysidae) sind eine mit nur 29 Arten bekannte Familie der Wanzen (Heteroptera). Aus der Paläarktis sind 27 Arten beschrieben. Zwei Arten kommen nur in Nordamerika vor. In Europa sind sie mit 17 Arten in zwei Gattungen, Loricula und Myrmedobia, vertreten.

## Merkmale
Die Flechtenwanzen sind sehr klein und erreichen zwischen 1,2 und knapp 3 Millimeter Körperlänge. Der Kopf dieser Wanzen ist in etwa  dreieckig. Die Männchen sind immer langflügelig (makropter). Die Halbdecken (Hemielytren) sind voll entwickelt. Sie besitzen Punkt- beziehungsweise Stirnaugen (Ocelli) und ähneln in ihrem äußeren Erscheinungsbild kleinen Vertretern der Blumenwanzen (Anthocoridae). Die Weibchen haben verkürzte Flügel ohne Membran, ihre Ocellen sind verkümmert und der Hinterleib (Abdomen) ist meist ähnlich wie bei Blattläusen verbreitert. Sie haben daher ein völlig anderes Erscheinungsbild als die Männchen und ähneln meist kleinen, kugeligen Käfern. Alle Tarsen (Füße) sind zweigliedrig. Der Saugrüssel (Rostrum) ist dreigliedrig.

## Lebensweise
Die Wanzen leben zwischen Flechten (Lichen) und Moosen (Bryophyta), an Stämmen von älteren Bäumen, seltener auch am Boden. Flechtenwanzen ernähren sich unspezifisch von Eiern, Larven und erwachsenen kleinen Arthropoden wie Rinden-, Schild- und Blattläusen, Springschwänzen, Fliegenlarven, Fransenflüglern oder Milben.
Die Männchen sind in der Fortpflanzungszeit sehr flugaktiv. Sie werden dann auch an Gräsern, krautigen Pflanzen oder Gehölzen außerhalb der Larven- und Weibchenlebensräume gefunden. Die Überwinterung erfolgt im Eistadium. Die Wanzen bilden eine Generation im Jahr.

## Systematik
Die Flechtenwanzen werden in 5 rezente Gattungen und etwa 30 rezente Arten gegliedert. Die Gattung Ciorulla wird einer eigenen Unterfamilie Ciorullinae zugeordnet, während die restlichen Gattungen als Microphysinae zusammengefasst werden. Myrmedobia wird von manchen Autoren als Untergattung von Loricula betrachtet.
- Chinaola (monotypisch)
  - Chinaola quercicola – Florida
- Ciorulla
  - Ciorulla oculata – Usbekistan
- Loricula
  - Loricula basalis
  - Loricula bedeli – Europa
  - Loricula bipunctata – Europa, Nordamerika
  - Loricula elegantula – Europa, Nordamerika
  - Loricula freyi – Südeuropa
  - Loricula issykalensis
  - Loricula kerzhneri
  - Loricula lundbladi – Madeira
  - Loricula meinanderi – Kanarische Inseln
  - Loricula nigritula
  - Loricula pilosella
  - Loricula pselaphiformis – Europa, Nordamerika
  - Loricula ruficeps – Europa
  - Loricula rufoscutellata – Europa
  - Loricula stenocephala – Kanarische Inseln
- Mallochiola (monotypisch)
  - Mallochiola gagates – Nordamerika (Ost-USA, Mexiko)
- Myrmedobia
  - Myrmedobia angusticollis
  - Myrmedobia asiatica
  - Myrmedobia blascoi – Europa
  - Myrmedobia coleoptrata – Europa
  - Myrmedobia distinguenda – Europa
  - Myrmedobia exilis – Europa, Nordamerika
  - Myrmedobia hispanica – Europa
  - Myrmedobia inconspicua – Europa
  - Myrmedobia jakovlevi – Osteuropa
  - Myrmedobia josifovi – Osteuropa
  - Myrmedobia longiceps
  - Myrmedobia pubescens
- †Popovophysa
- †Tytthophysa